# Mário Pečalka
Mário Pečalka (ur. 28 grudnia 1980 w Rudinie) to słowacki piłkarz występujący na pozycji obrońcy w reprezentacji Słowacji. Pod koniec listopada 2010 roku polskie media informowały o zainteresowaniu Pečalką ze strony Cracovii.

## Kariera reprezentacyjna
10 lutego 2009 roku Pečalka zadebiutował w reprezentacji Słowacji w przegranym 2:3 spotkaniu towarzyskim przeciwko reprezentacji Ukrainy. Ówczesny selekcjoner Vladimír Weiss powołał go do szerokiej kadry na Mistrzostwa Świata 2010, lecz ostatecznie Pečalka na turniej nie pojechał.